# Aulepa
Aulepa (szw. Dirslätt) – wieś w Estonii, w prowincji Lääne, w gminie Noarootsi.